# Sudao
El sudao es una preparación típica colombiana consistente en cocinar al vapor varios alimentos a la vez. Estos pueden ser tubérculos variados, dependiendo de la región —papas, yuca, arracacha—, y carnes —de pollo, de res, de cerdo—; generalmente se sirve acompañado de arroz blanco y bañando con una salsa criolla de tomates y cebollas (hogao).
En algunas regiones de Colombia también se le conoce con el nombre de entero, y el caldo o consomé sobrante de la cocción se suele servir con cilantro picado como acompañante del plato principal.
- Datos: Q6135139